# スマイル、アゲイン
『スマイル、アゲイン』（原題: Playing for Keeps）は、ガブリエレ・ムッチーノ監督による2012年のアメリカ合衆国のロマンティック・コメディ映画である。出演はジェラルド・バトラー、ジェシカ・ビール、キャサリン・ゼタ＝ジョーンズ、デニス・クエイド、ユマ・サーマン、ジュディ・グリアらである。

## キャスト
※括弧内は日本語吹替
- ジョージ - ジェラルド・バトラー（谷昌樹）： 欧州サッカー界の元スター選手。
- ステイシー - ジェシカ・ビール（宮澤はるな）： ジョージの元妻。
- ルイス - ノア・ロマックス（原嶋あかり）： ジョージとステイシーの息子。
- カール - デニス・クエイド（西谷修一）： ハンターの父親。金持ち。ジョージを気に入る。
- パティ - ユマ・サーマン（有賀由樹子）： カールの妻。
- デニース - キャサリン・ゼタ＝ジョーンズ（うさみともこ）： サマンサの母親。元スポーツキャスター。
- マット - ジェームズ・タッパー（英語版）（金子修）： ステイシーの婚約者。
- バーブ - ジュディ・グリア（大津愛理）： ビリーの母親。情緒不安定気味。現在は独身。

## 製作
2011年2月23日、ジェラルド・バトラーの出演が明らかとなった。2011年4月5日の週より撮影が始まった。
2012年7月16日、フィルム・ディストリクトはタイトルを『Playing the Field』から『Playing for Keeps』へ変更した。

## 評価
Rotten Tomatoesでは批評家レビュー83件で支持率は4%であった。Metacriticでは26媒体のレビューで加重平均値は27/100となった。
第33回ゴールデンラズベリー賞ではジェシカ・ビールが『トータル・リコール』の出演と合わせて最低助演女優賞にノミネートされた。

## 受賞
ヨコハマ・フットボール映画祭 2014年　最優秀監督賞	ジョージ・ドライヤー